# Выборы в Сенат Чехии (2004)
Выборы в Сенат Чехии 2004 года проходили 5 — 6 ноября 2004 года (1 тур) и 12 — 13 ноября 2004 года (2 тур). На выборах победила Гражданская демократическая партия (ODS).

## Избирательные округа
Выборы проходили в 27 избирательных округах по всей стране. Поскольку сенат обновляется лишь на треть, две трети населения Чехии не участвуют в выборах сенаторов.
Выборы проходили в избирательных округах: 1 — Карловы-Вары • 4 — Мост • 7 — Плзень-город • 10 — Чески-Крумлов • 13 — Табор • 16 — Бероун • 19 — Прага 11 • 22 — Прага 10 • 25 — Прага 6 • 28 — Мельник • 31 — Усти-над-Лабем • 34 — Либерец • 37 — Йичин • 40 — Кутна-Гора • 43 — Пардубице • 46 — Усти-над-Орлици • 49 — Бланско • 52 — Йиглава • 55 — Брно-город • 58 — Брно-город • 61 — Оломоуц • 64 — Брунталь • 67 — Нови-Йичин • 70 — Острава-город • 73 — Фридек-Мистек • 76 — Кромержиж • 79 — Годонин

## Разделение округов перед выборами
| Партия | Партия               | Лидер               | Мандаты  |
| ------ | -------------------- | ------------------- | -------- |
|        | Четырёхкоалиция (4K) | Йозеф Люкс          | 13 из 27 |
|        | ODS                  | Вацлав Клаус        | 9 из 27  |
|        | ČSSD                 | Милош Земан         | 3 из 27  |
|        | KSČM                 | Мирослав Гребеничек | 2 из 27  |

## Разделение округов после выборов
|        |                       |                     |          |
| Партия | Партия                | Лидер               | Мандаты  |
|        | ODS                   | Мирек Тополанек     | 20 из 27 |
|        | KSČM                  | Мирослав Гребеничек | 1 из 27  |
|        | KDU-ČSL               | Мирослав Калоусек   | 1 из 27  |
|        | Независимые кандидаты |                     | 1 из 27  |
|        | Nezávislí             |                     | 1 из 27  |
|        | US-DEU                |                     | 1 из 27  |
|        | Zelení                |                     | 1 из 27  |
|        | SNK ED                |                     | 1 из 27  |